# Trimeroderus raffrayi
Trimeroderus raffrayi là một loài bọ cánh cứng trong họ Cerambycidae.